# Home Sweet Home (槇原敬之のアルバム)
『Home Sweet Home』（ホーム・スウィート・ホーム）は、槇原敬之の11枚目のスタジオ・アルバム。2001年11月21日発売。発売元はワーナーミュージック・ジャパン。

## 解説
前作から1年ぶ振りの新作。
初回プレスは、三方背BOX特製パッケージ。
今作を携えて開催されたコンサート・ツアー『CONCERT TOUR 2002 "Home Sweet Home"』より、コンサート解禁となった。
合わせて先行シングル『Are You OK?』でテレビにも出演、本格的に活動再開した時期。
『You are so beautiful』は明治製菓「Fran」のCMソングに起用。
2003年3月12日、『太陽』とともにDVDオーディオ盤発売。その際、全曲リミックスされた。
2012年11月14日、槇原監修の上、24bitデジタルリマスターされ再発（ワーナーミュージック・ジャパン所属時オリジナル作品同時発売）。

## 収録曲
作詞・作曲・編曲：槇原敬之
1. Happy Birthday Song
  - この曲がきっかけでSMAPの音楽プロデューサーが槇原に楽曲提供を依頼することになった。「Home Sweet Home」のコンサートツアーを収録したDVDのコメンタリーで当時の槇原のマネージャーが明かしている。
2. LOTUS IN THE DIRT
3. 桃
4. ファミレス
  - 「Are You OK?」のC/W曲。
5. You are so beautiful
6. Are You OK?
7. 天国と地獄へのエレベーター
8. 1秒前の君にはもう2度と会えない[ALBUM VERSION]
  - 「桃」のC/W曲。
9. 長生きしよう
10. 君が教えてくれるもの
11. Home Sweet Home

## 関連作品
Happy Birthday Song
- ライブアルバム・DVD『THE CONCERT CONCERT TOUR 2002 〜Home Sweet Home〜』
- ライブアルバム・DVD『SYMPHONY ORCHESTRA "cELEBRATION"』

LOTUS IN THE DIRT
- ライブアルバム・DVD『THE CONCERT CONCERT TOUR 2002 〜Home Sweet Home〜』
- ベスト盤『Noriyuki Makihara 20th Anniversary Best LIFE』

桃
- 23rdシングル『桃』
- 28thシングル『Wow』
- ベスト盤『槇原敬之 Song Book "since 1997〜2001"』
- ベスト盤『Completely Recorded』
- ライブアルバム・DVD『THE CONCERT CONCERT TOUR 2002 〜Home Sweet Home〜』
- ライブアルバム・DVD『SYMPHONY ORCHESTRA CONCERT "cELEBRATION 2005" 〜Heart Beat〜』

You are so beautiful
- ライブアルバム・DVD『THE CONCERT CONCERT TOUR 2002 〜Home Sweet Home〜』
- ライブアルバム・DVD『SYMPHONY ORCHESTRA "cELEBRATION"』

Are You OK?
- 24thシングル『Are You OK?』
- ベスト盤『Completely Recorded』
- ライブアルバム・DVD『THE CONCERT CONCERT TOUR 2002 〜Home Sweet Home〜』

天国と地獄へのエレベーター
- ライブアルバム・DVD『THE CONCERT CONCERT TOUR 2002 〜Home Sweet Home〜』
- ライブアルバム・DVD『SYMPHONY ORCHESTRA "cELEBRATION"』
- ライブアルバム・DVD『SYMPHONY ORCHESTRA Concert "cELEBRATION 2005" 〜Heart Beat〜』

1秒前の君にはもう2度と会えない
- 23rdシングル『桃』

君が教えてくれるもの
- ライブアルバム・DVD『THE CONCERT CONCERT TOUR 2002 〜Home Sweet Home〜』
- ライブアルバム・DVD『SYMPHONY ORCHESTRA Concert "cELEBRATION 2005" 〜Heart Beat〜』

Home Sweet Home
- ライブアルバム・DVD『THE CONCERT CONCERT TOUR 2002 〜Home Sweet Home〜』
- ライブアルバム・DVD『SYMPHONY ORCHESTRA "cELEBRATION"』
- ライブアルバム・DVD『SYMPHONY ORCHESTRA Concert "cELEBRATION 2005" 〜Heart Beat〜』